# کیل راینن
کیل راینن (انگلیسی: Kiel Reijnen؛ زادهٔ ۱ ژوئن ۱۹۸۶) دوچرخه‌سوار اهل ایالات متحده آمریکا است.
از باشگاه‌هایی که در آن بازی کرده‌است می‌توان به تیم ترک-سگافردو، تیم دوچرخه‌سواری نووو نوردیسک، و تیم دوچرخه‌سواری یونایتدهلثکر اشاره کرد.